# Mišo Brečko
Mišo Brečko (Trbovlje, 1984. május 1. –) szlovén válogatott labdarúgó.

## Pályafutása

### A válogatottban
2004 és 2015 között 77 alkalommal szerepelt a szlovén válogatottban. Részt vett a 2010-es világbajnokságon.

## Sikerei, díjai
Hamburg
- Intertotó-kupa (1): 2007

1. FC Köln
- Német másodosztályú bajnok (1): 2013–14